# عبد الله بن مكنف
عبد الله بن مكنف الأنصاري الحارثى المدني، مُحدّث ضعيف من صغار التابعين، روى له ابن ماجة حديثًا، ويروي عنه المؤرخ ابن إسحاق.

## روايته للحديث النبوي
- روى عن: أنس بن مالك.
- روى عنه: محمد بن إسحاق، والمسور بن رفاعة.[1]
- الجرح والتعديل: قال البخاري: «في حديثه نظر»، وقال ابن حبان: «لا أعلم له سماعًا من أنس ولا يجوز الاحتجاج به»، وقال ابن عدي: «لا يحدث عنه غير ابن إسحاق»،[2] وقال الذهبي: «واه، عن أنس».[3]